# Turnix olivii
La quaglia tridattila pettocamoscio (Turnix olivii, Robinson 1900) è un uccello caradriiforme della famiglia dei Turnicidi.

## Sistematica
Turnix olivii non ha sottospecie, è monotipico.

## Distribuzione e habitat
Questo uccello vive in Australia, esclusivamente nel Queensland nordorientale.